# Conus rudis
Conus rudis é uma espécie de gastrópode do gênero Conus, pertencente a família Conidae.